# 尼古拉·帕托利切夫
尼古拉·谢苗诺维奇·帕托利切夫，（俄语：Никола́й Семёнович Пато́личев，1908年9月23日—1989年12月1日），苏联党和国家领导人。曾任苏联外贸部长、白俄罗斯共产党中央第一书记等职。

## 生平
- 1908年9月10日（格里历：9月23日）出生于沙俄弗拉基米尔省戈罗霍韦茨区佐林诺村。父亲谢苗·帕托利切夫是红军旅长，在内战中牺牲。后在叔叔家长大。
- 1925年-1926年，捷尔任斯克市斯维尔德洛夫工厂学校学习。
- 1926年-1928年，斯维尔德洛夫工厂工人。1928年加入联共（布）。
- 1928年-1931年，共青团乌拉尔地区瓦尔纳区委书记，高尔基州委书记，捷尔任斯基区团委书记。
- 1931年-1937年，莫斯科技术学院，莫斯科防化军事学院学习。毕业后加入苏联红军。
- 1937年-1938年，联共（布）中央组织部工作。
- 1938年8月-1939年1月，工会雅罗斯拉夫尔橡胶厂党组组织部工作。
- 1939年1月-1942年1月，联共（布）雅罗斯拉夫尔州委第一书记兼雅罗斯拉夫尔市委第一书记。
- 1942年1月-1946年3月，联共（布）车里雅宾斯克州委第一书记兼车里雅宾斯克市委第一书记。
- 1946年3月-1947年5月，联共（布）中央组织局主席。

期间，1946年3月-1947年3月，苏联部长会议集体农业委员会副主席。

1946年4月-8月，联共（布）中央组织指导处处长。

1946年5月-1947年5月，联共（布）中央书记处书记。

1946年8月-1947年2月，联共（布）中央监察部部长。
- 1947年3月-7月，乌克兰共产党（布）中央农业和采购委员会书记。
- 1947年8月-1950年6月，联共（布）罗斯托夫州委第一书记兼顿河畔罗斯托夫市委第一书记。
- 1950年7月-1956年7月，白俄罗斯共产党（布）中央第一书记。
- 1956年7月-1958年8月，苏联外交部副部长，第一副部长。
- 1958年8月-1985年10月，苏联外贸部部长。
- 1985年10月起退休。
- 1989年12月1日于莫斯科逝世，享年81岁。葬于新圣女公墓。

帕托利切夫是联共（布）18大，第18次代表会议，苏共19-26大代表；第18届中央候补委员，中央委员，第19-26届中央委员，第19届中央主席团（政治局）委员；第1-4届，8-11届苏联最高苏维埃联盟院代表，第5-7届苏联最高苏维埃民族院代表，第2届俄罗斯苏维埃联邦社会主义共和国最高苏维埃代表。

## 荣誉
苏联：
- 两次社会主义劳动英雄称号（1975,1978）
- 十一次列宁勋章（1939,1943,1944,1945,1958,1966,1968,1973,1975,1978,1982）
- 十月革命勋章（1983）
- 劳动红旗勋章（1943）
- 战功奖章（1945）
- 纪念列宁诞辰一百周年奖章
- 保卫莫斯科奖章
- 保卫斯大林格勒奖章
- 1941-1945年伟大卫国战争战胜德国奖章
- 1941-1945年伟大卫国战争胜利二十周年奖章
- 1941-1945年伟大卫国战争胜利三十周年奖章
- 1941-1945年伟大卫国战争胜利四十周年奖章
- 1941-1945年伟大卫国战争中忘我劳动奖章
- 莫斯科建城八百周年奖章
- 苏联武装力量五十周年奖章
- 苏联武装力量六十周年奖章
- 苏联武装力量七十周年奖章
- 退休劳动者奖章

捷克斯洛伐克：
- 共和国勋章（1979）